# Serekunda
Serekunda es la ciudad más poblada de Gambia. Se encuentra en la provincia de Kanifing y está situada a trece kilómetros al suroeste de Banjul, la capital del país. Cuenta con una población estimada de 348.000 habitantes.

## Historia
Serekunda fue fundada en el siglo XIX por Sayerr Jobe, un laman del pueblo serer que había levantado un asentamiento cerca de la desembocadura del río Gambia. El nombre de la ciudad es una contracción en mandinká que significa «hogar de la familia Sayer».
El desarrollo de Serekunda se ha visto influido por su proximidad a Banjul, la capital del país, que se encuentra a solo trece kilómetros de distancia. Está formada por varios distritos y suburbios que hasta los años 1990 funcionaban de forma independiente, pero que han terminado uniéndose en un solo espacio urbano. De este modo, su censo se ha incrementado hasta convertirse en la ciudad más poblada de Gambia.